# Opodiphthera simplex
Opodiphthera simplex är en fjärilsart som beskrevs av Walker 1855. Opodiphthera simplex ingår i släktet Opodiphthera och familjen påfågelsspinnare. Inga underarter finns listade i Catalogue of Life.